# Dicyema
Dicyema är ett släkte av djur i stammen Rhombozoa. Dicyema ingår i familjen Dicyemidae.
Släktet Dicyema indelas i:
- Dicyema acciacatum
- Dicyema acheroni
- Dicyema acuticephalum
- Dicyema aegira
- Dicyema akashiense
- Dicyema apalachiensis
- Dicyema apollyoni
- Dicyema australis
- Dicyema awajiense
- Dicyema balamuthi
- Dicyema balanocephalum
- Dicyema banyulensis
- Dicyema benedeni
- Dicyema bilobum
- Dicyema briarei
- Dicyema caudatum
- Dicyema clavatum
- Dicyema colurum
- Dicyema dolichocephalum
- Dicyema erythrum
- Dicyema hadrum
- Dicyema helocephalum
- Dicyema hypercephalum
- Dicyema irinoense
- Dicyema irintosaenseoense
- Dicyema japonicum
- Dicyema koshidai
- Dicyema leiocephalum
- Dicyema lycidoeceum
- Dicyema macrocephalum
- Dicyema megalocephalum
- Dicyema microcephalum
- Dicyema misakiense
- Dicyema monodi
- Dicyema moschatum
- Dicyema oligomerum
- Dicyema orientale
- Dicyema paradoxum
- Dicyema platycephalum
- Dicyema rhadinum
- Dicyema rondeletiolae
- Dicyema schulzianum
- Dicyema shorti
- Dicyema sphaerocephalum
- Dicyema sphyrocephalum
- Dicyema sullivani
- Dicyema truncatum
- Dicyema typoides
- Dicyema typus
- Dicyema whitmani